# 同安戰鬥
同安戰鬥發生於1924年4月14日，地點則是在中國閩南同安。是北洋政府時期內戰之一，交戰兩方為閩軍周蔭人部及臧致平部，戰鬥末了，閩周蔭人獲勝，臧致平餘部往贛轉浙，後投靠於盧永祥部。